# John Sebastian Miller
Pour les articles homonymes, voir John Miller et Miller.
John Miller ou Johann Sebastian Mueller est un illustrateur et un naturaliste anglais d'origine allemande, né vers 1715 à Nuremberg et mort vers 1790.
Il est surtout connu pour ses travaux de gravure. Il étudie la gravure à Nuremberg sous la direction de Hermann Jakob Tyroff (1742-v. 1800) et Johann Christoph Weigel (1661 — 1726). Il vient en Grande-Bretagne avec son frère Tobias en 1744 et réalise d'abord des gravures pour l'architecture.
Il illustre de très nombreux ouvrages de sciences naturelles, principalement de botanique. Il réalise les planches de Illustratio systematis sexualis Linnaei en 1777.
Il fait partie de la Society of Artists de 1762 à 1780 et de la Royal Academy de 1782 à 1785.

Gravures de John Sebastian Miller
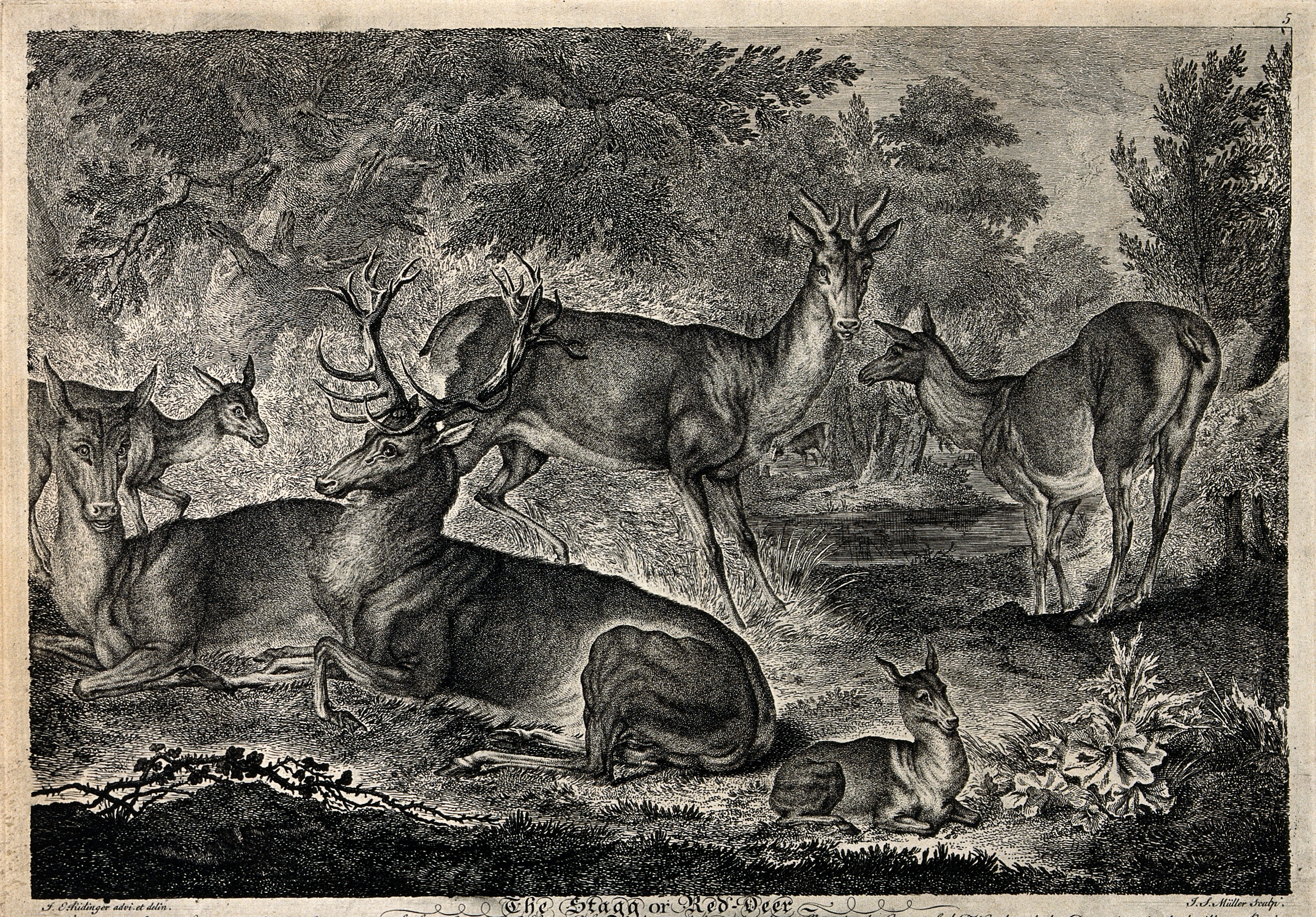
Un cerf et un groupe de cerfs se reposant près d'un petit lac dans une forêt, eau-forte de Miller d'après Johann Elias Ridinger (Wellcome Collection).
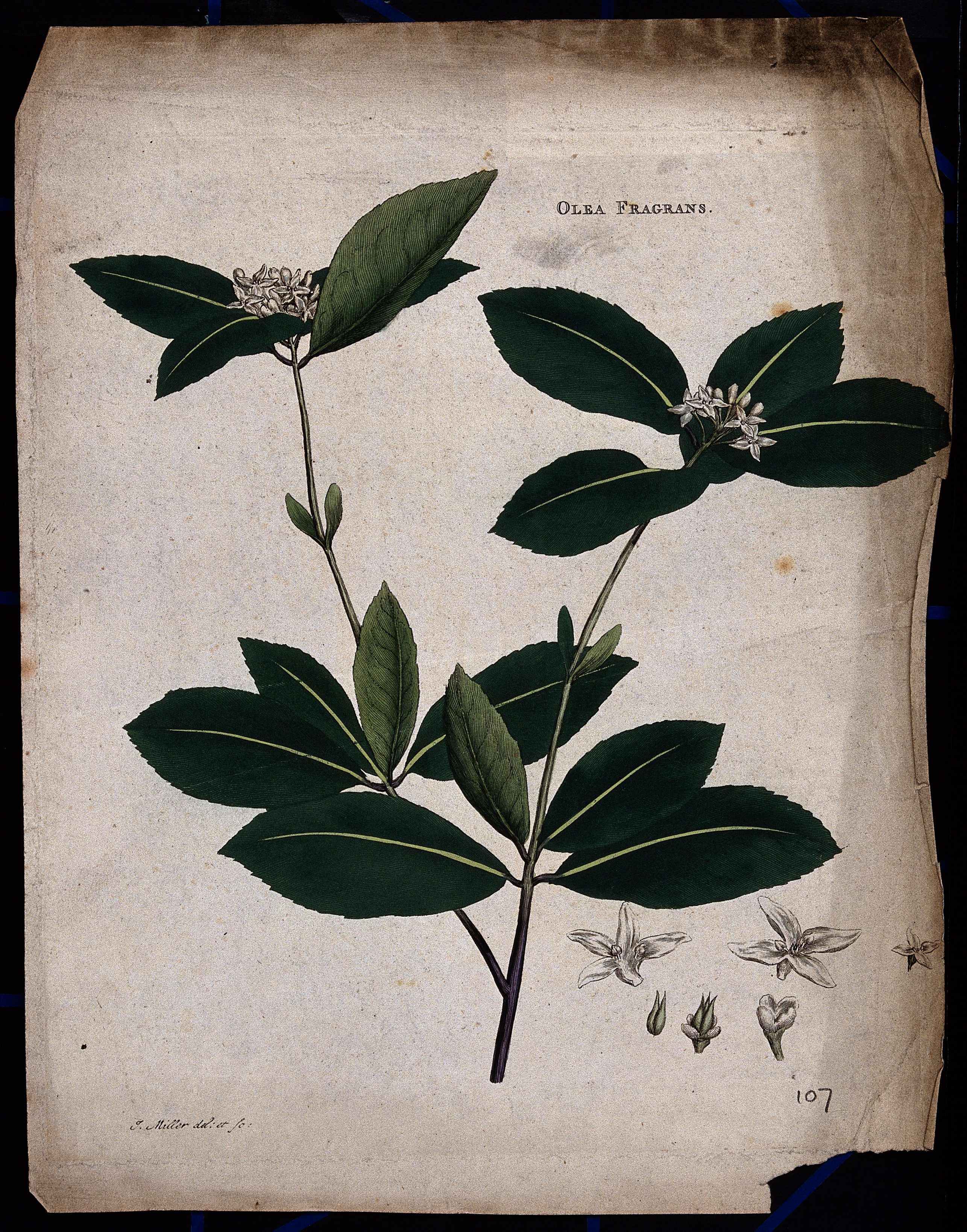
Plante Kwei (Osmanthus fragrans); tige fleurie avec fleur, eau-forte en couleurs (c. 1771, Wellcome Collection).
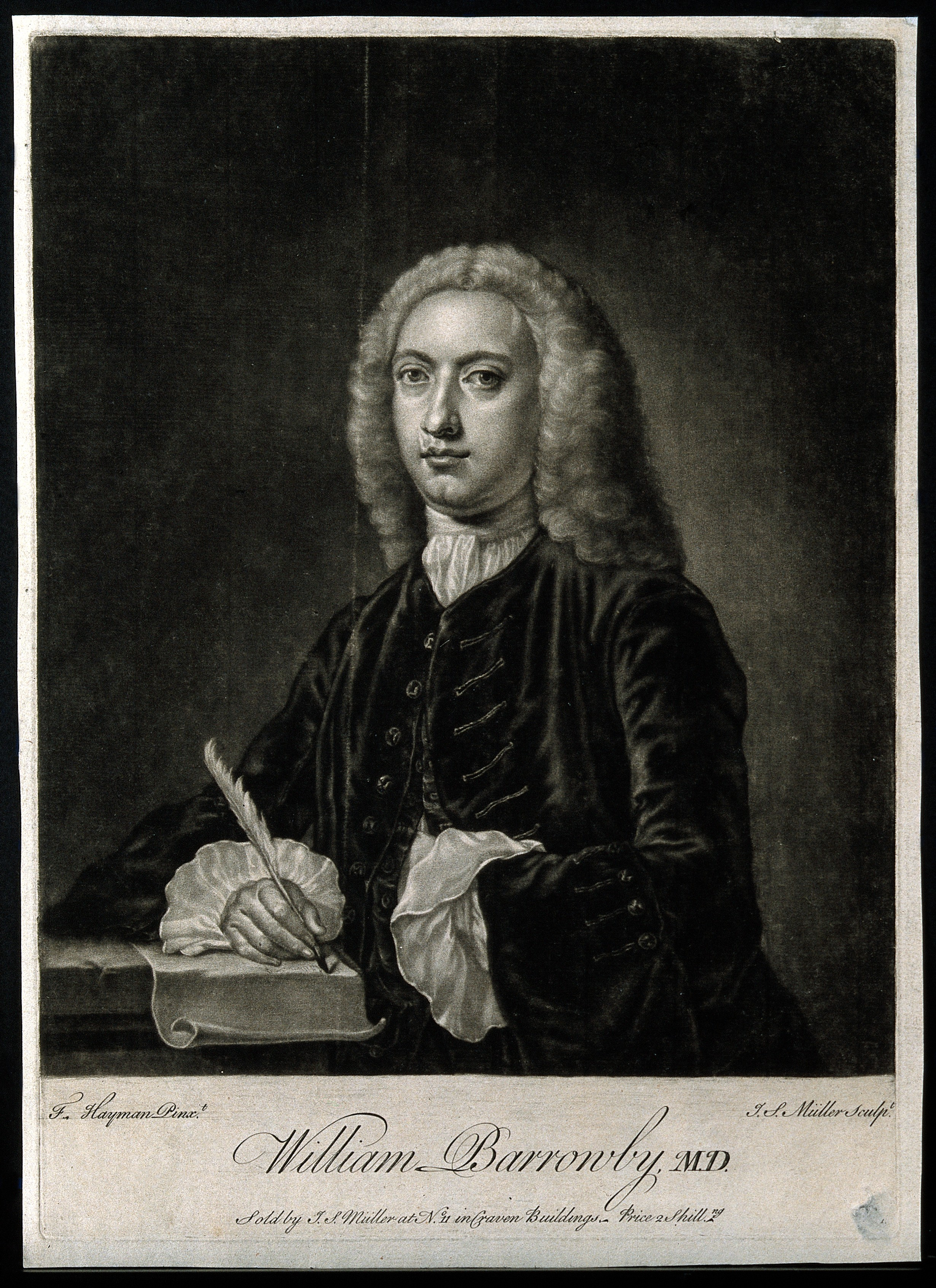
William Barrowby, manière noire d'après Francis Hayman (Wellcome Collection).